# Kościół Matki Bożej Fatimskiej i św. Jozafata Kuncewicza w Szumilinie
Kościół Matki Bożej Fatimskiej i św. Jozafata Kuncewicza w Szumilinie – kościół parafialny w Swietłosielsku koło Szumilina. Jest to Sanktuarium Matki Bożej Fatimskiej.

## Historia
W okresie ZSRR rozpoczęto w tym miejscu budowę domu kultury. W 2001 r. z inicjatywy pierwszego biskupa witebskiego Władysława Blina na fundamentach niedokończonego, popadającego w ruinę budynku, wzniesiono świątynię katolicką według planów oblata o. Alfonsa Kupki. Kościół ustanowiono diecezjalnym sanktuarium Matki Bożej Fatimskiej. Przed sanktuarium ustawiono z inicjatywy polskich motocyklistów pomnik św. Jana Pawła II. 